# Livry-Gargan
 Livry-Gargan  es una comuna (municipio) de Francia, en la región de Isla de Francia, departamento de Sena-San Denis, en el distrito de Le Raincy. La comuna forma por sí sola el cantón homónimo.
Su gentilicio francés es Livryens.
No está integrada en ninguna Communauté d'agglomération.

## Demografía
| 912 | 796 | 853 | 720 | 1 012 | 1 022 | 1 078 | 1 237 | 1 369 | 2 207 | 2 918 | 1 792 | 2 195 | 2 825 | 3 062 | 3 238 | 4 056 | 5 188 | 6 673 | 8 872 | 11 573 | 16 869 | 21 366 | 20 970 | 20 698 | 25 322 | 29 679 | 32 063 | 32 917 | 32 778 | 35 387 | 37 288 | 41 893 |
| Para los censos de 1962 a 1999 la población legal corresponde a la población sin duplicidades (Fuente: INSEE [Consultar]) |     |     |     |       |       |       |       |       |       |       |       |       |       |       |       |       |       |       |       |        |        |        |        |        |        |        |        |        |        |        |        |        |

Forma parte de la aglomeración urbana parisina.

## Hermanamientos
- Almuñécar, España[7]
- Cerveteri, Italia
- Fürstenfeldbruck, Alemania
- Haringey, Reino Unido